# Crypticerya bicolor
Crypticerya bicolor är en insektsart som först beskrevs av Robert Newstead 1917.  Crypticerya bicolor ingår i släktet Crypticerya och familjen pärlsköldlöss.
Artens utbredningsområde är Ghana. Inga underarter finns listade i Catalogue of Life.